# Сибес, Пабло
Пабло Сибес (род. 1971, Буэнос-Айрес) — аргентинский актёр-мим.

## Биография
После завершения обучения на актёра в Муниципальной школе искусств (Escuela Municipal de Arte Dramático, ЭМАД) в Буэнос-Айресе с 1989 по 1991 год Пабло стал профессиональным мимом. Он ещё больше развил свои навыки актёра-мима на курсах в Аргентине и в Европе («Scuola Teatro Дмитрий», Швейцария). Свой многочисленный опыт как мим и уличный артист он приобрёл, путешествуя по Европе и Азии.
С 1995 года проживает в Германии.
В настоящий момент его выступления можно увидеть на фестивалях, выставках и телевидении. Его исполнительская манера отличается особенной походкой: он двигается как робот или заводная игрушка.

## Награды и отличия
- Фестиваль в Кобленце, Германия[5];
- Бохумер Кляйнкунстпрайс, Германия[6];
- Фестиваль Граций, Мантуя, Италия[7].